# Old River-Winfree (Teksas)
Old River-Winfree je grad u američkoj saveznoj državi Teksas. Prema popisu stanovništva iz 2010. u njemu je živjelo 1.245 stanovnika.